# Ikopista
Ikopista is een geslacht van kevers uit de familie bladkevers (Chrysomelidae).
De wetenschappelijke naam van het geslacht werd in 1901 gepubliceerd door Léon Marc Herminie Fairmaire.

## Soorten
- Ikopista lutosa Fairmaire, 1901